# 市場街地鐵
市場街地鐵（英語：Market Street Subway）是美國加州舊金山市區的雙層地下鐵隧道，其內通行兩系統：舊金山城市鐵路（MUNI）以及舊金山灣區捷運（BART）。其涵蓋範圍為內河碼頭站與卡斯楚街站之間的市場街。雙層中的上層由舊金山輕軌（Muni Metro）列車行駛，而下層則由BART列車行駛。
下層的BART路線並沒有走完市場街地鐵隧道全程，其路線在市政中心/聯合國廣場站後就轉向西南，沿米慎街地底行駛；而在市場街地鐵隧道的東北端，BART層則接上海灣隧道，通往奧克蘭。
上層的舊金山輕軌路線在市場街地鐵隧道西南端接上更古老的雙峰隧道，而東北端則從地下爬升至地表，接上內河碼頭周邊的路上輕軌。內河碼頭隧道口（Embarcadero portal）啟用於1998年，並非隧道原始的一部分，目前由N線及T線使用。K線、L線、M線與T線等輕軌路線走完隧道全程，直接銜接雙峰隧道；J線與T線則從位於教堂街與杜伯斯交叉口附近的杜伯斯隧道口（Duboce portal）離開隧道。

## 市場街地鐵所設車站
地鐵隧道中共有7座車站，BART使用其中4座；7座中有5座由舊金山輕軌所有路線（本討論不含S線）使用，2座由四條舊金山輕軌路線使用：
- 內河碼頭站：舊金山輕軌J, K, L, M, N, T路線，以及舊金山灣區捷運（BART）
- 蒙哥馬利街站：舊金山輕軌J, K, L, M, N, T路線，以及BART
- 跑華街站：舊金山輕軌J, K, L, M, N,T路線，以及BART
- 市政中心/聯合國廣場站：舊金山輕軌J, K, L, M, N, T路線，以及BART
- 凡內斯站（英语：Van Ness Station）：舊金山輕軌J, K, L, M, N, T路線
- 教堂街站（英语：Church Street Station）：舊金山輕軌K, L, M, T路線
- 卡斯楚街站（英语：Castro Street Station）：舊金山輕軌K, L, M, T路線